# Rolf Günther
Rolf Günther, né le 13 janvier 1913 à Erfurt en Allemagne et mort en août 1945 à Ebensee, est un membre du parti nazi. Il est fonctionnaire du RSHA dans le département de la Gestapo (AMT IV).

## Biographie
En 1929 à l'age de seize ans, il entre dans la SA. Il est recruté par Adolf Eichmann pour diriger le referat IV-B-4a (évacuations), division du bureau des affaires juives de la Gestapo chargée de l'organisation de la déportation des communautés juives d'Europe occidentale vers les camps de concentration et d'extermination nazis en Pologne occupée pendant la Seconde Guerre mondiale. Son rôle central dans la Shoah était, avec son adjoint Novak, chef de la section transports, de réquisitionner les trains de déportés. Le point de départ et le point d'arrivée communiqués, le Ministère des transports leur transmettait l'horaire du convoi. Les trains spéciaux (sonderzüge) étaient préparés par Otto Stange membre du referat 21 (dirigé par Paul Schnell) de la division des opérations de la Reichsbahn (dirigée par Gustav Dill). Le bureau régional d'opération (generalbetriebsleitung Ost) s'occupait de l'affectation des wagons et de l'enregistrement des listes de passagers puis le bureau de district assemblait le train.
En aout 1942, il charge le professeur Wilhelm Pfannenstiel et Kurt Gerstein, chef du service SS de désinfection, de faire une inspection générale des camps d'extermination de l'opération Reinhardt (Belzec, Sobibor, Treblinka) dans le but de substituer au mode de mise à mort par monoxyde de carbone le Zyklon B jugé plus efficace. Le 27 octobre 1942 il participe à la troisième conférence sur la Solution finale présidée par Eichmann consacrée à la stérilisation des Mischlinge (enfants issus de mariages mixtes entre Juifs et non-Juifs). Arrêté par les Américains, il est emprisonné dans la prison d'Ebensee où il se suicide en août 1945.